# Бранко Полић
Бранко Полић (Узовници код Љубовије, 1. новембар 1942 — Београд, 3. август 2010) био је дипломирани економиста, био је истакнути српски и југословенски енигмата.

## Биографија
Дипломирао је на Економском факултету и радио као економиста у Ваљеву и Београду обављајући разне значајне дужности у Статистичком заводу и у Министарству финансија Републике Србије. Преминуо је августа 2010. године у Београду.

## Енигматски радови
Почео је да их саставља још као средњошколац, а први рад, слоговна укрштеница и две испуњаљке објављени су му у београдској Енигми  375 од 1. марта 1961 године. Брзо је напредовао састављајући највише укрштенице, магичне ликове, испуњаљке, и понеки анаграм. Ипак су му укрштене речи и магични квадрати били главна преокупација, Већ следеће године објављена су му два квадрата  8 х 8, загонетке веома тешке за састављање, резервисане тек за искусне енигмате. Током дугог и плодног периода рада  саставио је и објавио више хиљада укрштених речи, преко 100 квадрата 7 х 7 и четрдесетак квадрата 8 х 8. Први је српски енигмата који је објавио слоговни квадрат 5 х 5. што је изазвало друге енигмате да се и они огледају на тој загонеци. Сарађивао је у великом броју енигматских листова на целој територији српско-хрватског језика, а имао је и богату сарадњу у неенигматској штампи. Освојио је више високих пласмана у такмичењима у састављању укрштеница. Његов рад и допринос енигматици је био вишеструк.

## Уређивање енигматских листова
Био је један од уредника београдског енигматског часописа "Политика Мозаик", а уређивао је и енигматску рубрику у часопису "Дуга". Више година је био и уредник у "Новости Енигми", затим вишегодишњи уредник енигматске ревије за основце "Мини квиз". Уређивао је и првих 16 бројева зворничке "Загонетке" као и лист "Блиц забава".

## Рад у ЕСС и другим енигматским асоцијацијама
Оснивач је и дугогодишњи председник ЕК "Бранковина" из Ваљева и један од оснивача  Енигматског савеза Србије 1985 године и његов први председник са три узастопна мандата. Био је и један од покретача за оснивање Енигматског савеза Југославије. Био је главни организатор 17. сусрета загонетача Југославије у Ваљеву, и  20. сусрета у Аранђеловцу. Дуги низ година био је веома активан у сфери организовања енигматског живота у Србији (нови клубови, такмичења, сусрети) и популарисања и афирмисања енигматике нарочито међу најмлађима. Значајан пропагатор у српској енигматици. Његова  мисао је била да  "свака укрштеница треба да има неку поруку поред забаве и релаксације, да може нешто и да се научи и онда је циљ остварен".

## Израда енигматских речника
Аутор је књиге "Енигматски рјечник 5", петословни,  у пет књига у издању ЕУ "Чвор" из Бјеловара. 1981 године добио је Шпицерову награду за енигматски лексикографски рад.